# Dictionnaire raisonné du russe vivant
Le Dictionnaire raisonné du russe vivant ou Dictionnaire raisonné de la langue vivante grande-russienne (en russe : Толко́вый слова́рь живо́го великору́сского языка́), aussi appelé dictionnaire russe de Dahl, est un dictionnaire en langue russe du XIXe siècle. Il contient environ 200 000 mots et 30 000 proverbes. Il est compilé, rédigé et publié par l’académicien Vladimir Ivanovich Dahl, un éminent lexicographe et folkloriste russe du xixe siècle.
Sa première édition est publiée de 1863 à 1866, la seconde de 1880 à 1882 et la troisième édition de 1903 à 1908.
Le dictionnaire de Dahl est réimprimé en 1935 et 1955, faisant de celui-ci l’unique dictionnaire imprimé sous l’Union soviétique avec l’orthographe prédatant l’orthographe de 1918.